# Heliophanus minutissimus
Heliophanus minutissimus är en spindelart som först beskrevs av Lodovico di Caporiacco 1941.  Heliophanus minutissimus ingår i släktet Heliophanus och familjen hoppspindlar. Inga underarter finns listade i Catalogue of Life.